# Klooster van Frauenchiemsee

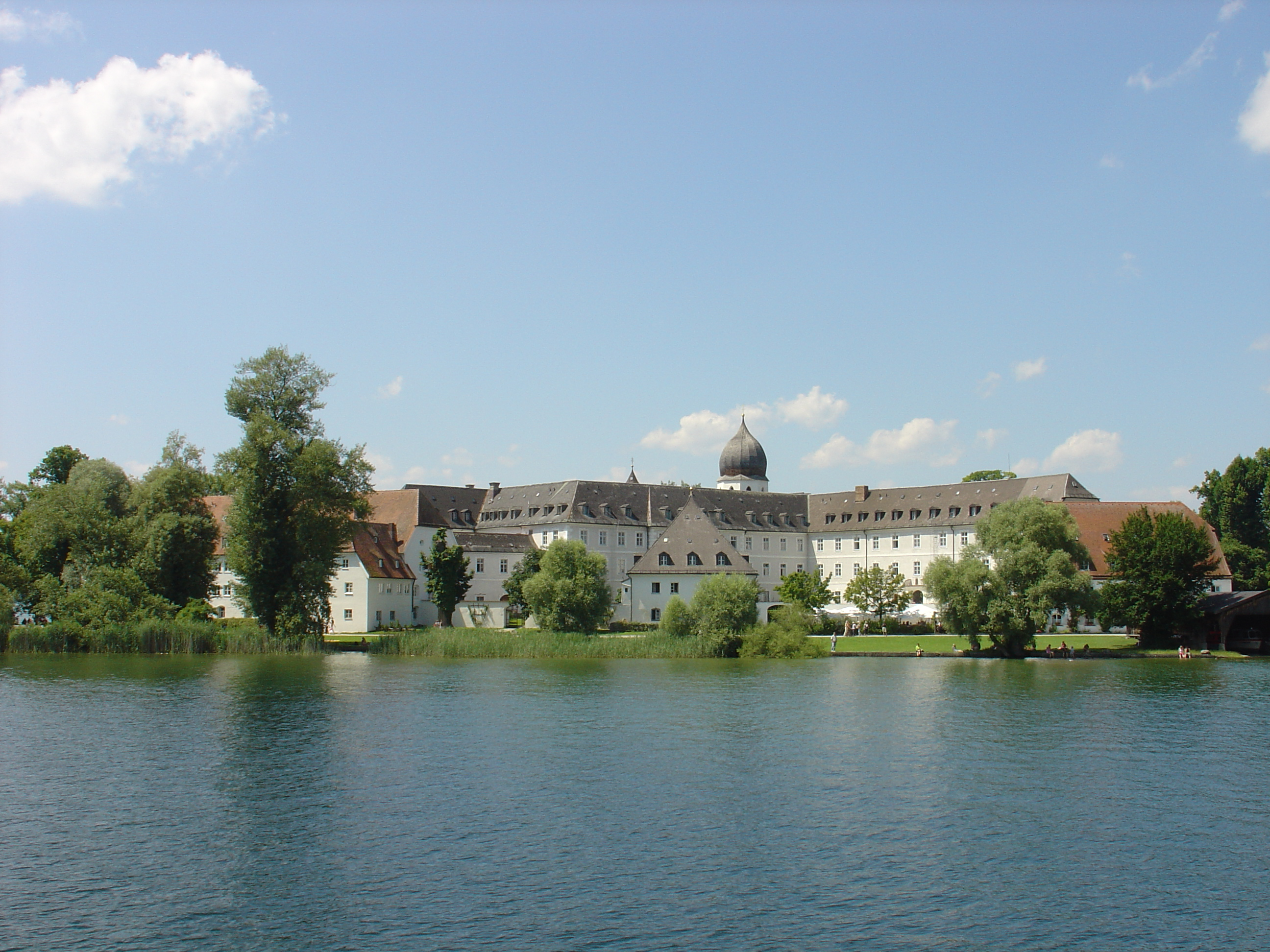
Het klooster van Frauenchiemsee

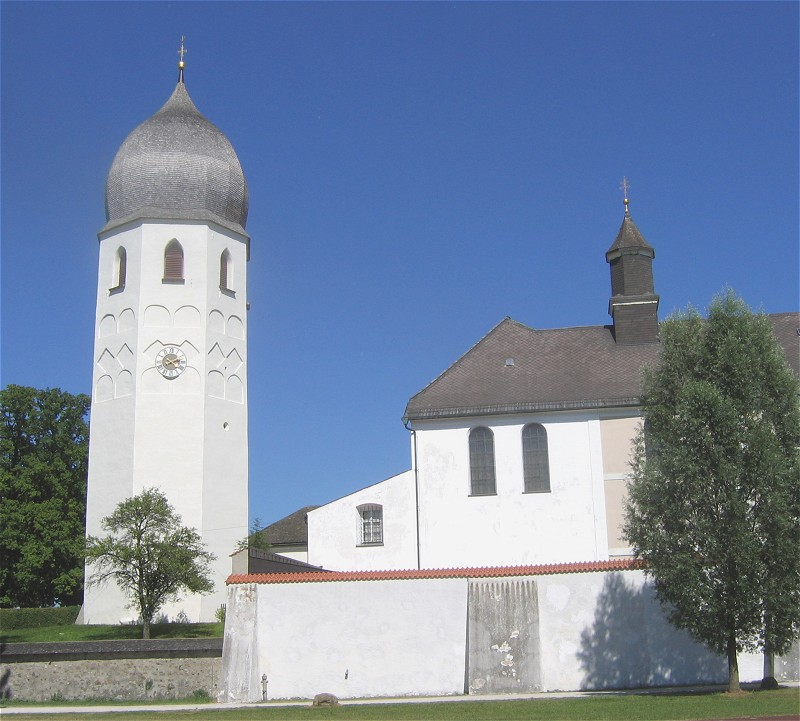
Klokkentoren van de abdij

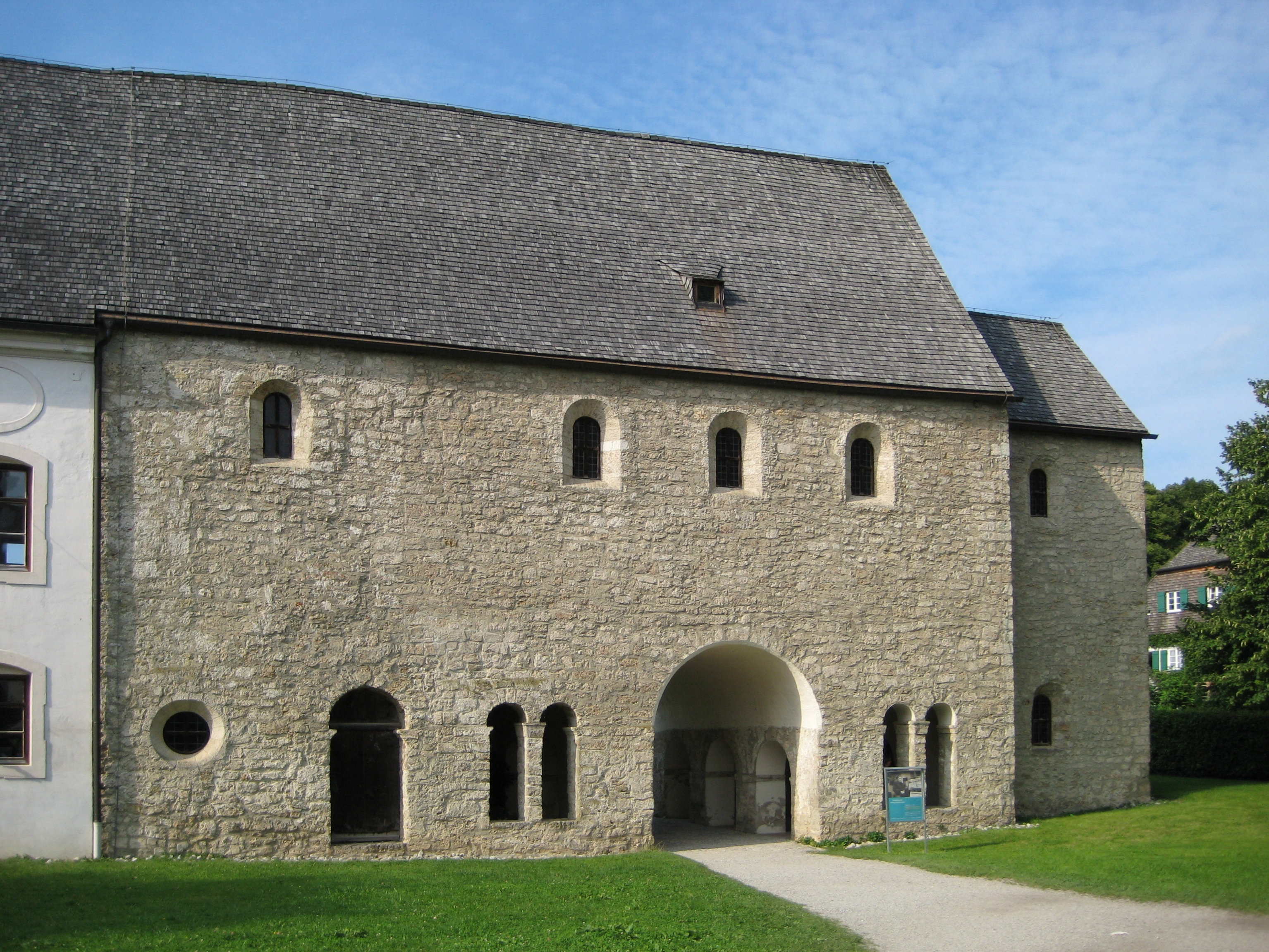
Karolingisch poortgebouw

Het Klooster van Frauenchiemsee (ook Frauenwörth genoemd) is een benedictinessenklooster op het eiland Frauenchiemsee in de gemeente Chiemsee in Beieren (Duitsland).
Het behoort tot het aartsbisdom München en Freising.

## Geschiedenis
Het klooster werd gesticht in 782 door hertog Tassilo III van Beieren, en in 788 werd het een karolingisch rijksklooster. Koning Lodewijk de Duitser, die sinds 826 ook Beieren regeerde, stelde rond 857 zijn dochter Irmengard als abdis aan. De abdij had sterk te lijden onder de vernielingen door Hongaarse invallen in de 9e en 10e eeuw. Hierna volgde een bloeitijd.

### Vanaf de 18e eeuw
In de 18e eeuw was er een nieuwe bloeitijd. Tussen 1728 en 1732 werden nieuwe kloostergebouwen opgericht. Het klooster werd door de secularisatie van Beieren van 1803 tot 1835 officieel opgeheven. Omdat voor het klooster geen koper werd gevonden mochten de nonnen blijven. Koning Lodewijk I van Beieren stelde het klooster opnieuw in, onder de voorwaarde dat de benedictinessen door het openen van scholen hun bestaan zouden verantwoorden. Vanaf 1837 werd het onderwijs voor meisjes hun belangrijkste opdracht, onder andere in het Irmengard-Gymnasium en de Irmengard Beroepsschool, die bestaan heeft tot 1995.

## Abdissen
- 1. Irmengard, † 16 juli 866
- 2. Herburgis, eveneens uit de karolingische familie, † 931
- 3. Leonora van Habsburg, † 962
- 4. Diemundis van Limburg, † rond 980
- 5. Hedwig von der Leiter zu Perm, † rond 1000
- 6. Hinzula van der Albn, † rond 1021
- 7. Regina van der Leiter, † rond 1034
- 8. Hemma van Erlach, † rond 1055
- 9. Gerberga van Beieren, zuster van keizer Hendrik II de Heilige, † rond 1070
- 10. Mathildis van Sayn, † rond 1141
- 11. Walburga van Trautmannsdorf, † rond 1170
- 12. Anna van Liebnach, † rond 1174
- 13. Margaretha van Pernekh
- 14. Agnes I van Frauenburg, † rond 1230
- 15. Adelheid van Harßkirchen
- 16. Petrissa van der Albn, † rond 1242
- 17. Agnes II, † rond 1246
- 18. Beatrix, † rond 1246
- 19. Sophia I, † rond 1253
- 20. Hadewich II, † rond 1263
- 21. Elisabeth von Töring
- 22. Magdalena von Thor
- 23. Euphemia von Truchlaching
- 24. Herburgis, † 1307
- 25. Katharina van Sunnenberg, † 1320
- 26. Kunigunde van Schonstätt, † 3 november 1339
- 27. Offemia van Zeisering, † 15 februari 1356
- 28. Sophia II van Truchlaching, † 24 januari 1386
- 29. Elisabeth (Elsbeth) de Thorerin, † 19 juni 1399
- 30. Katharina Hamperstorferin, † 6 januari 1418
- 31. Elsbeth van Kallensperg, † 31 januari 1426
- 32. Dorothea van Laiming, † 29 september 1449
- 33. Barbara van Aichberg, † 6 juli 1467
- 34. Magdalena Auer zu Winkel, † 7 oktober 1494
- 35. Ursula (Maria Pfäffinger), † 28 oktober 1528
- 36. Margaretha van Bodmann, † 26 maart 1555
- 37. Anna van Closen, † 5 september 1565

- Van 1565 tot 1575 werd het klooster beheerd door:
  - Benigna Preiß (1565–1569)
  - Margareta Leitgeb, Abdis van Niederschönfeld (1569–1575)

- 38. Marina Plinthamer, ontslag in 1582
- 39. Sabina Preyndorfer, † 22 januari 1609
- 40. Maria Magdalena Haidenbucher, † 29 augustus 1650
- 41. Anna Maria Widmann, † 27 mei 1660
- 42. Scholastika van Perfall, † 8 oktober 1682
- 43. Maria Euphrosina Ettenauer, † 30 september 1686
- 44. Maria Abundantia Theresia von Griming, † 2 januari 1702
- 45. Irmengard II van Scharfstedt, † 5 juni 1733
- 46. Irmengard III van Thann, † 21 april 1735
- 47. Luitgard I van Giensheim, † 4 april 1763
- 48. Ida van Offenheim, † 10 september 1799
- 49. Plazida Gartner, † 11 augustus 1801